# Параноїдний розлад особистості
Параноїдний розлад особистості (англ. Paranoid personality disorder, PPD) — це психічне захворювання, якому притаманні параноїдальні маячіння та глибока, тривала підозрілість і загальна недовіра до інших. Люди з цим розладом особистості можуть бути надчутливими, їх легко образити, зазвичай вони пильно придивляються до середовища в пошуках підказок, які можуть підтвердити їхні страхи чи упередження. Вони затяті спостерігачі. Вони думають, що перебувають у небезпеці, і шукають ознаки цієї небезпеки, ігноруючи інші інтерпретації чи докази.
Як правило, вони живуть не дуже емоційним життям. Їхня знижена здатність до емоційної участі та загальна модель відстороненості часто надають їхньому життєвому досвіду шизоїдної ізоляції. Люди з параноїдним розладом особистості схильні інтерпретувати дії інших як ворожі. Пацієнти з цим розладом також можуть мати супутні розлади особистості, такі як шизотиповий, шизоїдний, нарцисичний, тривожний та межовий.